# نسيم حمليوي
نسيم حمليوي (1981الجزائر) هو لاعب كرة قدم جزائري.

## روابط خارجية
- نسيم حمليوي على موقع قاعدة بيانات كرة القدم.إي يو (الإنجليزية)
- نسيم حمليوي على موقع ناشيونال فوتبول تيمز (الإنجليزية)